# Кировский радиотелецентр РТРС
Кировский областной радиотелевизионный передающий центр (филиал РТРС «Кировский ОРТПЦ») — подразделение Российской телевизионной и радиовещательной сети (РТРС), основной оператор цифрового и радиовещания Кировской области, единственный исполнитель мероприятий по строительству цифровой эфирной телесети в Кировской области в соответствии с федеральной целевой программой «Развитие телерадиовещания в Российской Федерации на 2009—2018 годы». Кировский радиотелецентр РТРС обеспечивает 98,93 % жителей Кировской области 20-ю обязательными общедоступными телеканалами и тремя радиостанциями в стандарте DVB-T2, входящими в состав первого и второго мультиплексов цифрового эфирного телевидения. Эфирную трансляцию в области обеспечивают 48 радиотелевизионных станций. До перехода на цифровое эфирное телевидение в районах Кировской области можно было принимать в среднем три программы в аналоговом формате.

## История
История предприятия начиналась в трудные военные годы, когда в 1942 году в городе Кирове военными строителями был построен радиопередающий пункт.
1 апреля 1943 г. Приказом Кировского областного управления Народного комиссариата связи ГК/51 от 13. 04. 1943 года создан Кировский приемопередающий радиоцентр. Основное назначение предприятия — радиопротиводействие зарубежным радиостанциям и организациям внутриобластных и магистральных радиосвязей.
Сеть телевизионного вещания в Кировской области начала развиваться в июне 1958 года, когда в Кирове были построены телецентр и башня высотой 180 м. Они позволили транслировать местную телевизионную программу в радиусе до 70-80 км.

## Подробная история
Сеть телевизионного вещания в Кировской области начала развиваться в июне 1958 года, когда в Кирове были построены телецентр и башня высотой 180 м. Они позволили транслировать местную телевизионную программу в радиусе до 70-80 км.
В 1958 году построенный Кировский телецентр вошёл на правах подразделения в состав Кировского областного радиоцентра. В деятельности предприятия появилось новое направление — развитие и эксплуатация сетей телерадиовещания Кировской области.
В следующем десятилетии для расширения зоны уверенного приёма программ Кировский телецентр построил серию маломощных телевизионных ретрансляторов, транслировавших сигнал телецентра в радиусе 15-20 км.
В 1967 году введена в эксплуатацию магистральная РРЛ Большой Кез — Вологда. Она позволила подать на Кировский телецентр программу Центрального телевидения (ЦТ) из Москвы. В 1968 году по этой РРЛ была подана в Киров Вторая программа ЦТ.
В 1969 году Приказом Министерства связи СССР и председателя Комитета по радиовещанию и телевидению при Совете Министров СССР Кировский телевизионный центр передан в ведение Комитета по радиовещанию и телевидению при Совете Министров СССР.

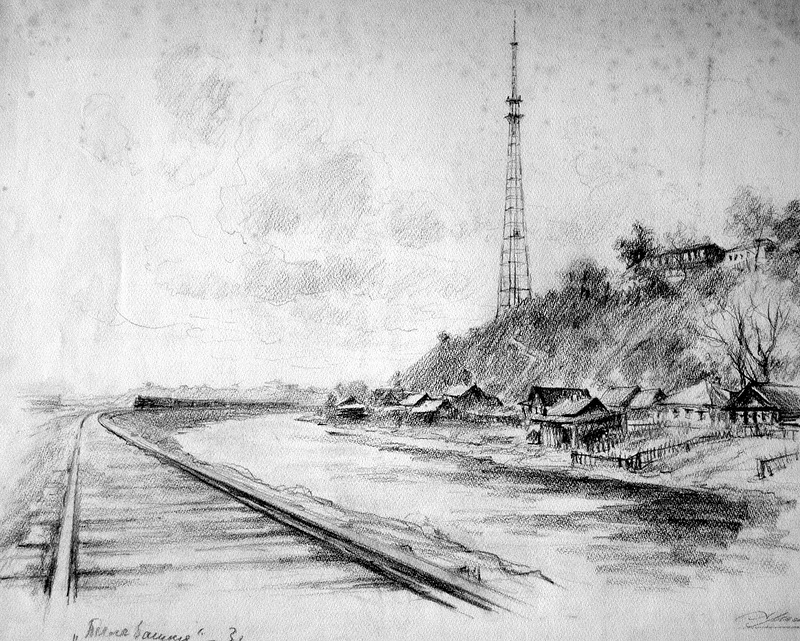
Телебашня

В период с 1970 года по 1980 год в Кировской области велось строительство мощных однопрограммных РТПС в ряде муниципальных центров области, которые транслировали Первую программу ЦТ и две программы радио. В последующие годы на них были установлены мощные передатчики для трансляции Второй программы ЦТ вместе с блоком программ кировского телевидения.
В 1972 году Кировский радиоцентр был упразднён. На его базе была организована Кировская областная радиотелевизионная передающая станция (ОРПС), впоследствии переименованная в Кировский областной радиотелевизионный передающий центр (ОРТПЦ).
В 1988 году Приказом Минсвязи РСФСР № 22-с от 28.12.1988 ликвидирована служба радиопротиводействия РУ-2, тем самым было прекращено одно из направлений деятельности ОРТПЦ.
В 1993 году Кировский радиотелецентр выделен из государственного предприятия связи и информатизации «Россвязьинформ» по Кировской области. На его базе было создано Государственное предприятие связи «Кировский ОРТПЦ».
В 1997 году введена в эксплуатацию шестая мощная радиотелевизионная передающая станция в посёлке Уни с опорой высотой 250 м. Мачта находится в д. Ключи.
В 1998 году Постановлением Правительства Российской Федерации Государственное предприятие связи «Кировский ОРТПЦ» реорганизовано путём присоединения на правах филиала к федеральному государственному унитарному предприятию «Всероссийская государственная телевизионная и радиовещательная компания» (ВГТРК).
В 2001 году Кировский областной радиотелевизионный передающий центр вошел в состав РТРС, единого оператора эфирного телерадиовещания, образованного Указом Президента Российской Федерации от 13.08.2001 № 1031 и объединившего 78 республиканских, краевых и областных радиотелепередающих центров страны.
В 2005 году Постановлением Правительства Кировской области утверждена областная целевая программа «Развитие сети телевизионного вещания Кировской области на 2005—2008 годы», которая предусматривала развертывание в области сети распространения региональной телевизионной программы с использованием спутника связи и установкой на действующих или вновь возводимых объектах 42-х телевизионных передатчиков мощностью от 100 до 1000 Вт с охватом 75,6 % населения .
Программа предусматривала развертывание в области сети распространения региональной телевизионной программы с использованием спутника связи и установкой на действующих или вновь возводимых объектах 42-х телевизионных передатчиков мощностью от 100 до 1000 Вт с охватом 75,6 % населения. Государственным заказчиком Программы был определён департамент промышленного развития Кировской области, а генеральным подрядчиком — РТРС в лице филиала «Кировский ОРТПЦ». Кировский радиотелецентр, в соответствии с государственным контрактом, был определён оператором связи на возводимой сети телевещания. Вещателем по договору с Правительством области выступила телекомпания «ТВ 43 регион».
В 2009 году филиал модернизировал оборудование на каналах «Первый канал», НТВ, РИК.
Результаты модернизации:
- введены в эксплуатацию три новых мощных телевизионных передатчика «Полярис ТВП-5000» в населённых пунктах Уржум, Кирс, Пинюг, взамен выработавших свой ресурс ламповых радиостанций «Якорь» и АТРС-5/0,5;
- заменены 29 маломощных телевизионных передатчиков (РЦТА, ПТВ, ФТР, РУТАН, РПТДА) в цехе МРТС и одного маломощного передатчика в РТПС Уни. В итоге была проведена замена 33 передатчиков, транслирующих «Первый канал», из них — три передатчика мощностью 5000 Вт, 24 передатчика мощностью 100 Вт, шесть передатчиков мощностью 10 Вт;
- заменен передатчик мощностью 100 Вт в Подосиновце для трансляции канала «Россия»;
- заменено оборудование (передатчики ПТВ, ФТР) на сети распространения программы НТВ. Приняты в эксплуатацию семь передатчиков «Полярис» в населённых пунктах: Ключи Унинского р-на, Котельнич, Омутнинск, Оричи, Пинюг, Советск, Цепочкино Уржумского района, из них: шесть передатчиков мощностью 100 Вт и один передатчик мощностью 10 Вт;
- заменен передатчик мощностью 100 Вт в Вятских Полянах для трансляции канала РИК.

В результате модернизации филиал заменил 42 телевизионных передатчика.
В 2008—2009 годы для развития сети вещания программы «Петербург — 5 канал» были введены пять телевизионных передатчиков.
В 2010 году завершены работы по вводу в эксплуатацию передатчиков «ТВ-20000», заменивших в цехах РТПС Уржум и РТПС Кирс физически и морально устаревшие передатчики «Ильмень-20/2».
Для расширения сети вещания телеканала «Россия-К» были приняты в эксплуатацию два передатчика «Сигма» на объектах МРТС Верхосунье (мощность — 10 Вт, 24 ТВК) и Синегорье (мощность — 100 Вт, 25 ТВК).
В декабре 2010 года РТПС Киров начал трансляцию телеканала «Россия-2» на 60 ТВК.

### Перевод региональной сети вещания на цифровой формат
В 2009—2019 годах основным направлением деятельности Кировского радиотелецентра РТРС стал перевод региональных сетей эфирного вещания с аналогового на цифровой формат.
3 декабря 2009 года постановлением Правительства Российской Федерации № 985 была утверждена федеральная целевая программа (ФЦП), которая определила этапы и сроки реализации перехода страны на цифровые технологии в телевещании и единственного исполнителя мероприятий по строительству цифровой эфирной телесети, которым был назначен РТРС.
В 2012—2016 годах Кировский филиал РТРС создал региональный сегмент цифровой телесети из 48 радиотелевизионных станций и запустил на всех объектах вещание первого мультиплекса. 10 общероссийских обязательных общедоступных теле- и 3 радиоканала стали доступны 98,75 % жителей Кировской области.
В Кирове трансляция первого мультиплекса началась 23 мая 2013 года. Одновременно был открыт Центр консультационной поддержки населения по переходу на цифровое эфирное телевидение (ЦКП).
26 августа 2013 года Кировский областной радиотелевизионный передающий центр начал тестовое вещание цифрового эфирного телевидения с радиотелевизионной передающей станции Цепочкино.
В июле 2016 года филиал РТРС «Кировский ОРТПЦ» завершил строительство областной сети вещания пакета цифровых программ РТРС-1 (первый мультиплекс).
12 июля 2016 в селе Рожки Малмыжского района запустили последний передатчик первого мультиплекса. «Цифра» стала доступна 4,5 тысячам жителей Малмыжского района. Областная цифровая эфирная телесеть включает 48 передающих станций. «Цифру» могут принимать 98,75 % жителей Кировской области.
В декабре 2017 года Кировский филиал РТРС начал трансляцию региональных программ ВГТРК «Вятка» на каналах «Россия 1», «Россия 24» и «Радио России» в составе первого мультиплекса цифрового эфирного телевидения .
Декабрь 2018 началась трансляция телеканалов 2 мультиплекса в 27 районах Кировской области.
15 апреля 2019 года филиал РТРС «Кировский ОРТПЦ» полностью перешел на цифровое телевидение.
Для перехода и оказании помощи населению при переходе на ЦЭТВ, было обучено более 500 волонтеров.
29 ноября 2019 года на канале «ОТР» доступны региональные программы телеканала «Девятка ТВ».
Аналоговая сеть
В январе 2007 года филиал начал транслировать «Маяк» на частоте 101,4 МГц. В марте 2016 года филиал начал FM-трансляцию «Радио России» и «Вести FM» в Кирове на частотах 106,3 МГц и 105,3 МГц.
В 2021 году филиал начал трансляцию «Радио России» в FM-диапазоне в районах Кировской области: Вятских Полянах, Уржуме, Яранске, Унях, Свече, Санчурске, Омутнинске,  Кирсе, Даровском, Белой Холунице, Афанасьево, Арбаже, Подосиновце, Советске, Мурашах, Кикнуре, Нагорске и Пинюге.

## Организация вещания
РТРС транслирует в Кировской области:
- 20 телеканалов и 3 радиоканала в цифровом формате;
- 42 радиоканала в аналоговом формате.

Инфраструктура эфирного телерадиовещания кировского филиала РТРС включает:
- областной радиотелецентр;
- центр формирования мультиплексов;
- 6 производственных территориальных подразделений (цехов);
- 48 передающих станций;
- 57 антенно-мачтовых сооружений;
- 105 приемных земных спутниковых станций;
- 96 цифровых телевизионных передатчиков;
- 16 радиовещательных передатчиков в областном центре;
- 28 радиовещательных передатчиков в районах Кировской области;
- 6 точек присоединения операторов кабельного телевидения: Киров (5 точек), Вятские Поляны (1 точка);
- 56 устройств замещения регионального контента (реплейсеров);
- 28 устройств вставки локального контента (сплайсеров).

## Награды
По итогам 2017 года филиал РТРС «Кировский ОРТПЦ» был признан победителем в ежегодном корпоративном конкурсе среди филиалов РТРС с численностью сотрудников от 110 до 300 человек.